# Kathedrale von Melfi

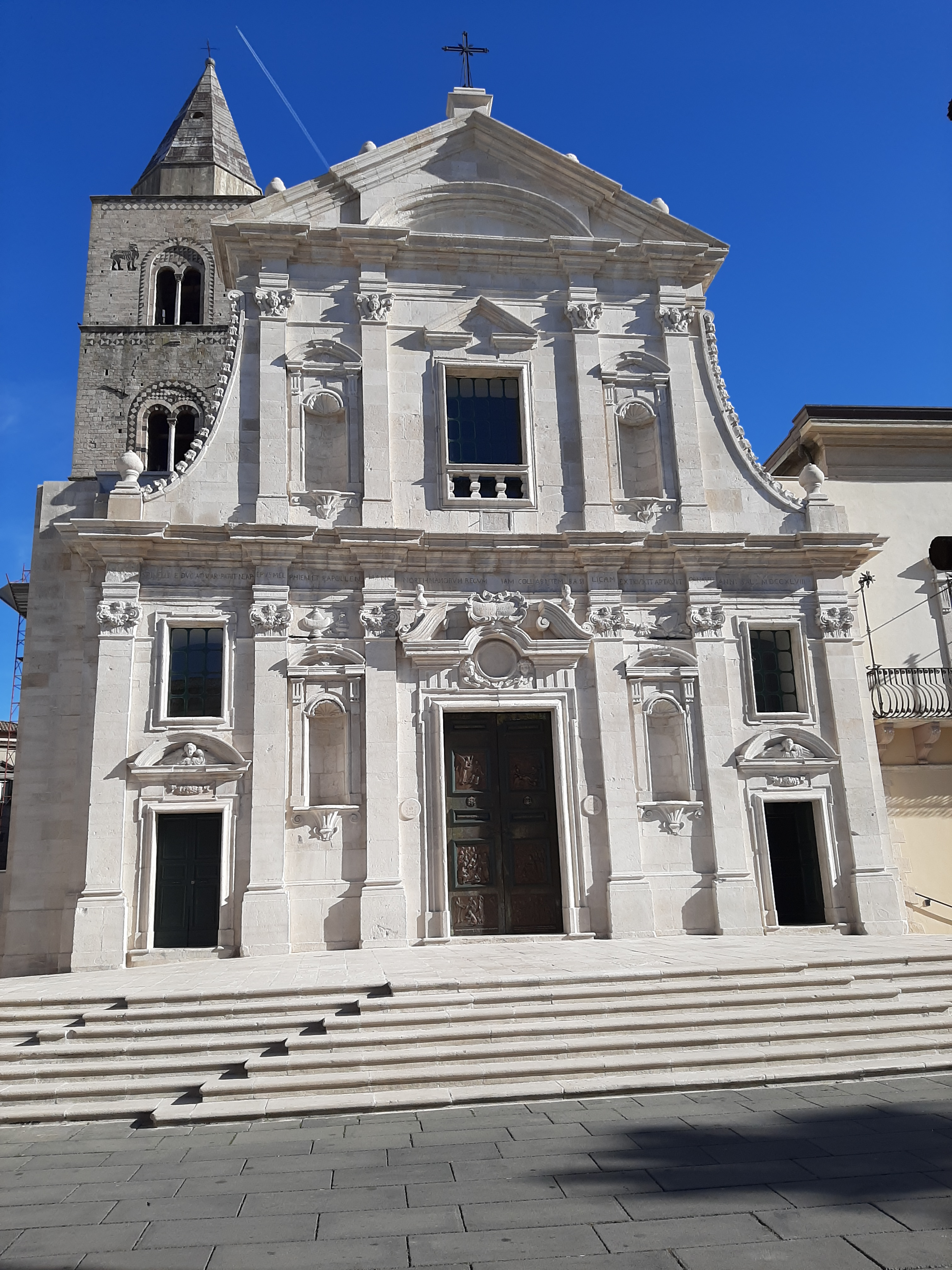
Kathedrale von Melfi

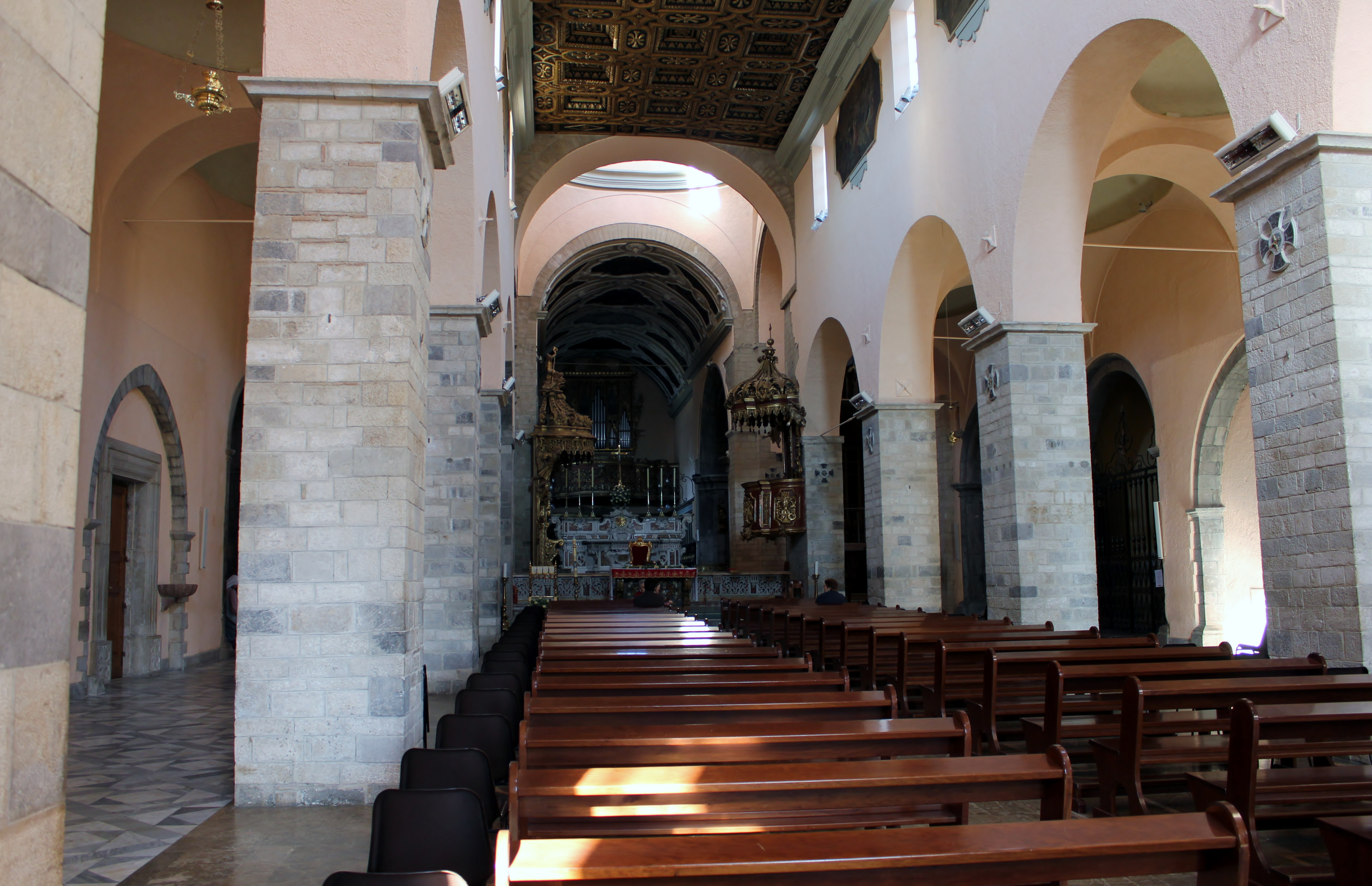
Innenraum

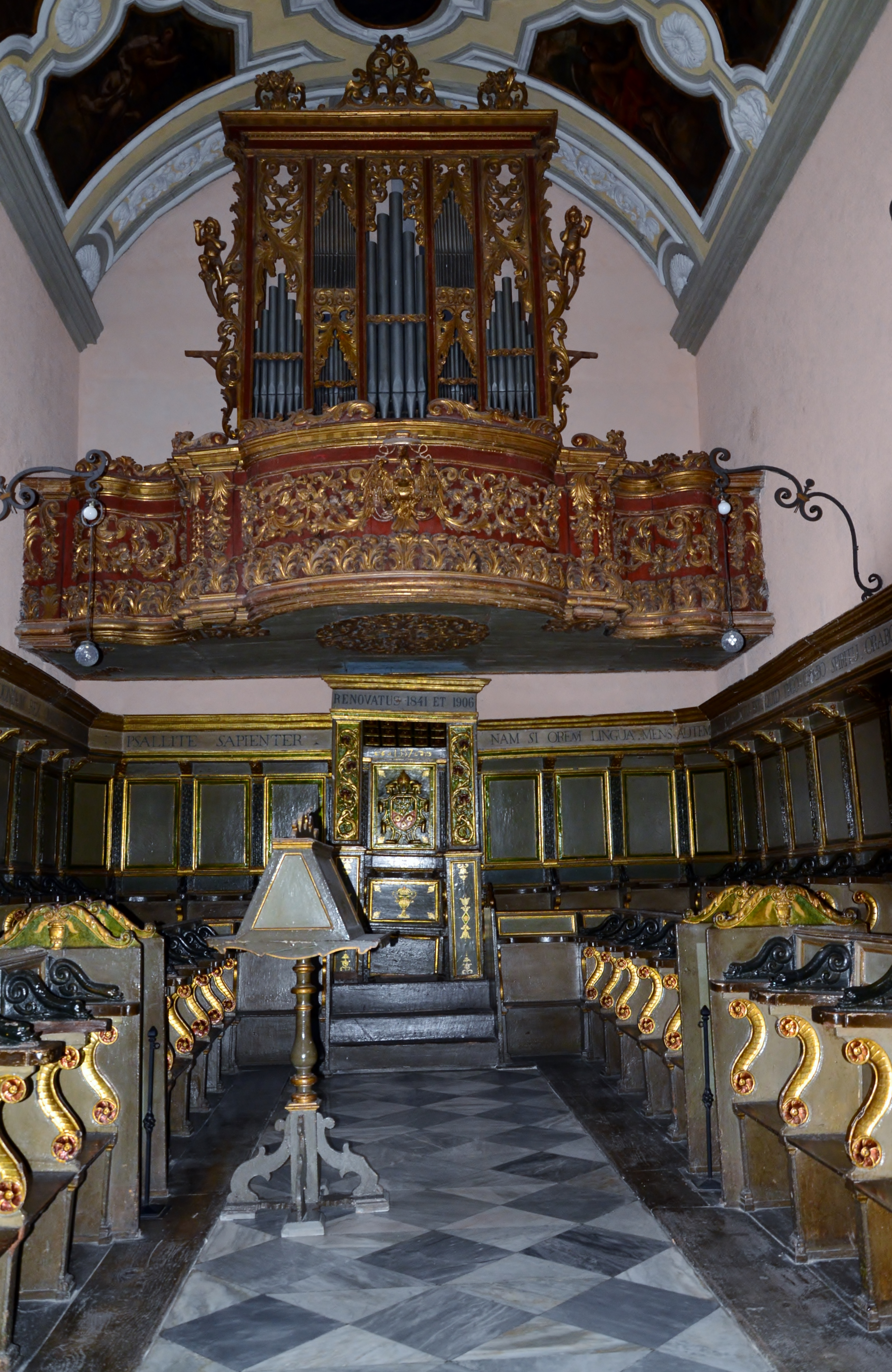
Chor

Die Kathedrale von Melfi  ist eine römisch-katholische Kirche in Melfi in der Region Basilikata, Italien. Die Kathedrale des Bistums Melfi-Rapolla-Venosa ist Mariä Himmelfahrt gewidmet und trägt den Titel einer Basilica minor. Der ursprüngliche romanische Kirchenbau wird auf das 11. Jahrhundert durch Robert Guiskard oder das 12. Jahrhundert durch Roger II. datiert. Es erfolgten verschiedene Umbauten, 1694 wurde der Dom teilweise zerstört und im Barockstil wieder aufgebaut.

## Geschichte
Als frühes Fertigstellungsjahr der Santa Maria Assunta gewidmeten Kathedrale ist 1076 durch den normannischen König Robert Guiscard, Herzog von Apulien und Kalabrien, überliefert, als späteres etwa 1150, wozu eine Ecktafel den Bau des Glockenturms belegt.
Bischof Gaspare Loffredo ließ die Apsiden 1472 einreißen und verwandelte den Grundriss mit dem Bau des Querhauses in ein lateinisches Kreuz. 1557 erhöhte Bischof Mario Rufino den Chor und baute dahinter die Orgelempore ein. Nach dem Erdbeben von 1694 erhielt die Kirche bei der Barockisierung die hölzerne Kassettendecke, den Bischofsthron und die Kanzel. 1723 wurde eine neue Fassade geschaffen. 1930 wurde ein mit der Kassettendecke korrespondierender Bodenbelag eingebaut. 2015–2019 erfolgte eine Gesamtrenovierung.

## Architektur
Die heute dreischiffige Kreuzbasilika ist durch eine romanische Architektur mit einer barocken Gestaltung gekennzeichnet. Die Fassade aus weißem Naturstein besitzt in der unteren Ordnung ein zentrales Eingangsportal, das von einem zerbrochenen Giebel und einer Gedenktafel von 1748 überragt wird. Im oberen Teil der Fassade befindet sich ein großes Fenster mit einer Balustrade und Gesimsen. Zwei Girlanden steigen zu den äußersten Seiten des oberen Gebälks ab. Über dem Tympanon trägt ein Sockel aus weißem Stein ein Eisenkreuz.
Die dreischiffige Kirche ist durch die Pfeiler der alten normannischen Anlage gegliedert, die die Seitenschiffe durch Gewölbebögen aus dem 14. Jahrhundert tragen. Das Mittelschiff wird von einer Kassettendecke überspannt, über dem Altar im erhöhten Querhaus erhebt sich die Vierungskuppel.

## Ausstattung
Vom rechten Seitenschiff gehen die Kapelle des hl. Gregor, das Baptisterium, die Herz-Jesu-Kapelle und die Sakristei ab. Hinter dem Altar stehen unter dem Tonnengewölbe das Chorgestühl und die Orgelempore. Entlang des linken Arms des Querschiffs befinden sich der Altar der byzantinischen Madonna, der Rosenaltar und der alte Altar der Kapelle, die der Muttergottes von Nazareth gewidmet war. Neben Tafeln für die Bischöfe Giuseppe Camassa und Domenico Petroni erinnert eine weitere an die Anerkennung der Kathedrale als Basilika minor durch Papst Pius XII. im Jahr 1958.
Mehrere dekorative Elemente prägen die Architektur der Kathedrale. Entlang des Kirchenschiffs kann man oben an jedem Pfeiler acht Ölgemälde bewundern, die im 17. Jahrhundert von Andrea Miglionico geschaffen wurden, der Szenen aus dem Alten Testament darstellte. Von demselben Autor stammt der Triumphzyklus mit Fresken am Tonnengewölbe des Chors.